# Arachnomorpha
Arachnomorpha — запропонований підрозділ або клада членистоногих, що складається з групи, утвореної трилобітами та їхніми близькими родичами (Artiopoda), Megacheira (які можуть бути парафілетичними) та хеліцератами. За цією запропонованою схемою класифікації Arachnomorpha вважається сестринською групою Mandibulata (включаючи комах, ракоподібних і багатоногих молюсків).
Концепція арахноморфа була оскаржена через припущення, що членистоногі більш тісно пов'язані з нижньощелепними, утворюючи натомість кладу Antennulata.